# Zwierów
Zwierów (ukr. Звірів) – wieś na Ukrainie w rejonie łuckim obwodu wołyńskiego.
Znajdują tu się przystanki kolejowe Zwierów i Armatniuw, położone na linii Zdołbunów – Kowel.
Do 2020 w rejonie kiwereckim. 